# Zavidovići
Zavidovići es una municipalidad ubicada en el cantón de Zenica-Doboj, en la Federación de Bosnia y Herzegovina, una de las dos entidades de Bosnia y Herzegovina. Según el censo de 2013, tiene una población de 35 988 habitantes.

## Localidades
La municipalidad de Zavidovići se encuentra subdividida en las siguientes localidades:
- Alići.
- Bajvati.
- Biljačići.
- Borovnica.
- Crnjevo.
- Čardak.
- Činovići.
- Dišica.
- Dolac.
- Dolina.
- Donja Lovnica.
- Donji Junuzovići.
- Dragovac.
- Dubravica.
- Džebe.
- Gare.
- Gornje Selo
- Gornji Junuzovići.
- Gostovići.
- Hajderovići.
- Hrge.
- Kamenica.
- Karačić.
- Krivaja.
- Kućice.
- Lijevča.
- Mahoje.
- Majdan.
- Miljevići.
- Mitrovići.
- Mustajbašići.
- Osječani.
- Perovići.
- Podvolujak.
- Potkleče.
- Predražići.
- Priluk.
- Ribnica (en parte).
- Ridžali.
- Rujnica.
- Skroze.
- Suha.
- Svinjašnica.
- Vozuća.
- Vukmanovići.
- Vukovine.
- Zavidovići.